# Van Gestel

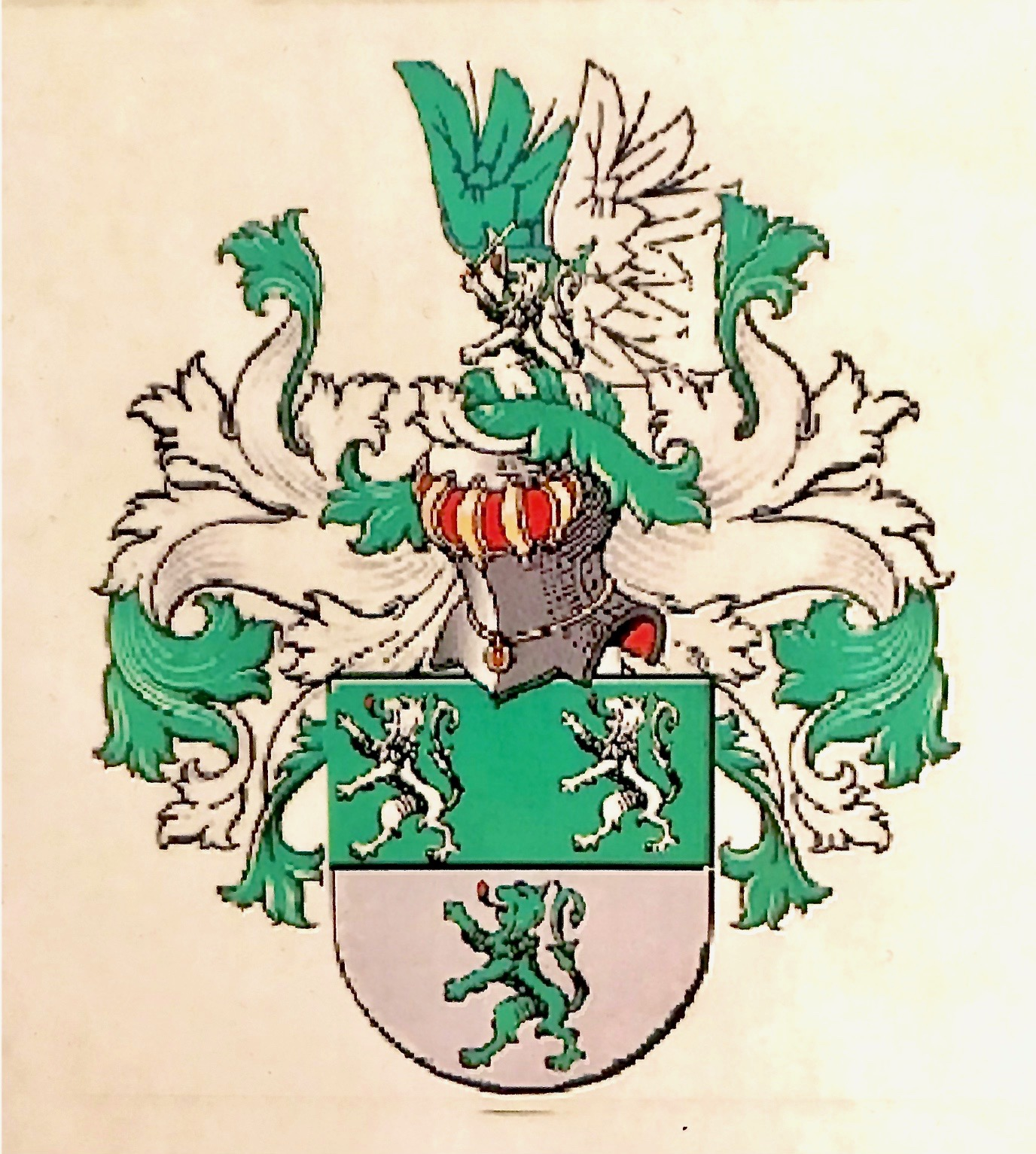
Familiewapen Van Gestel

Van Gestel (ook: Gestel of Van Ghestel) is een oud Noord-Brabantse, Nederlandse familie, geslacht en achternaam die zijn oorsprong vindt tussen de 11e en 12e eeuw. De geslachtsnaam is toponymisch, afstammend van "-gestel" of "-ghestele".
De spellingsvarianten en gelijkende namen van Gestel omvatten Ghestel, Ghesel, Gastel, Gessel, Ghestele, Gheest, Gistel en Gaast.  

## Geschiedenis
Van welk dorp het Meierijsche geslacht Van Gestel afkomstig is kan men niet bepalen, aangezien er drie dorpen van dezelfde naam in de Meierij liggen.
Deze families hebben zich alom door Brabant verspreid, hebben staatsmannen of schepenen voortgebracht en reeds in de 14e eeuw de schepenstoel van de hoofdstad 's Hertogenbosch bekleed. Zij zijn daarin gecontinueerd tot in de 17e eeuw.
Ook vindt men vier leden van deze periode in de wapenboeken van het Illustre Lieve Vrouwe Broederschap uit Den Bosch.

## Geografie
De historisch-landschappelijke betekenis van de naam Gestel ('hoge zandgrond') wordt nader omschreven als een droge landtong waarbij ten noorden twee beken bij elkaar komen. 
Het toponiem is veelgebruikt voor nederzettingen in de Zuidelijke Nederlanden, en kan naar meerdere plaatsnamen verwijzen.

### Nederland (Noord-Brabant)
- Gestel (Eindhoven)
- Moergestel (het dorp Gestel aan de moer, dan wel vennen of moeras)
- Sint-Michielsgestel (voor 1629 enkel Gestel genoemd)
- Luyksgestel (het dorp Gestel in prinsbisdom Luik)
- Oud Gastel, voor 1275 Gestele genoemd
- Gastel

### België
- Gestel (Berlaar) even als het 14e-eeuwse kasteel Gestelhof
- Gestel (Meerhout)
- Gestel (Lummen)
- Gestel (Meeuwen)
- Gistel, eerder Ghistele of Ghestele genoemd

### Frankrijk
- Gestel (Morbihan), een gemeente in de regio Bretagne

## Wapen

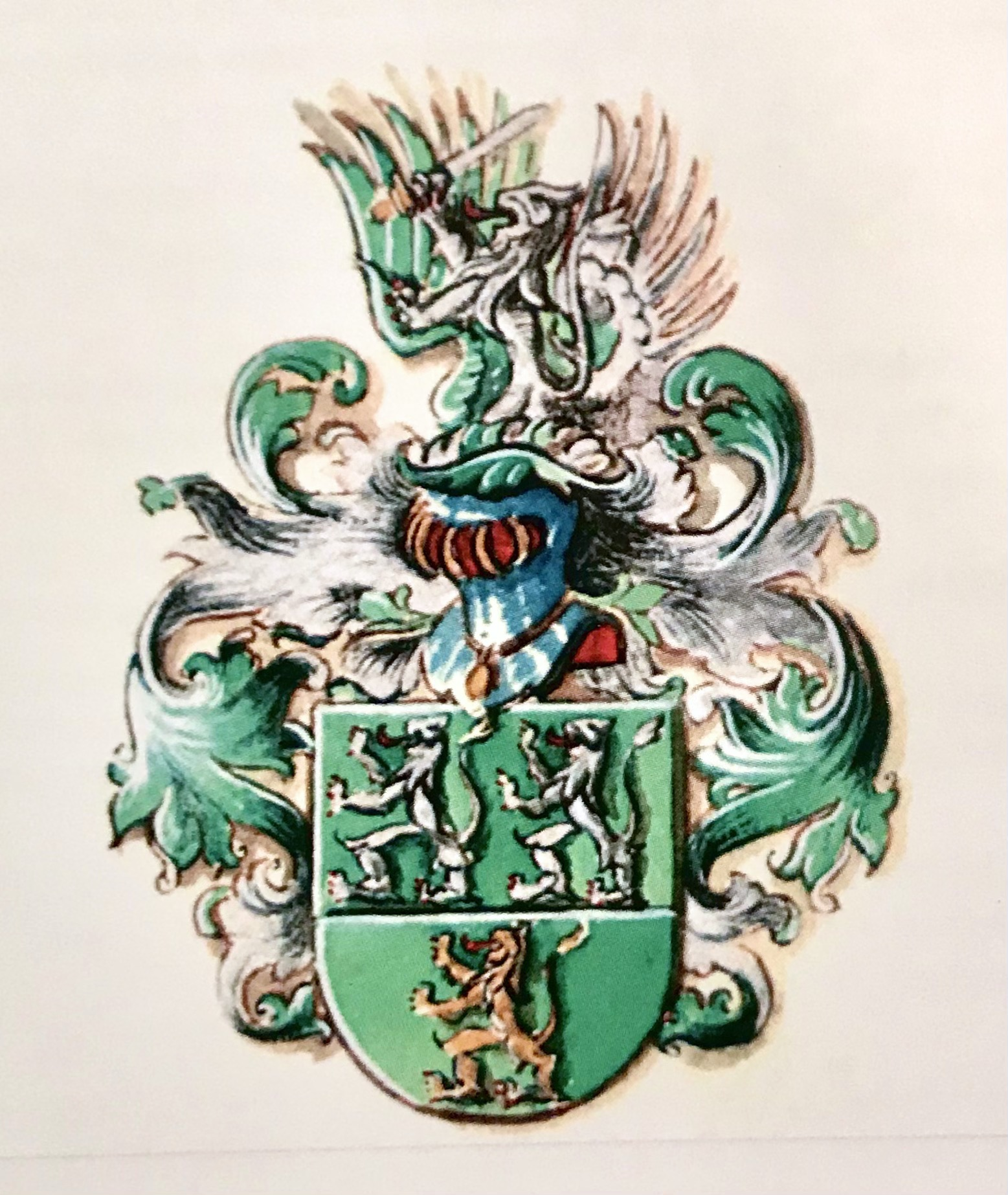
Moderne variant familiewapen Van Gestel

Het eerstbekende wapen bedraagt een helmteken uit 1308 en vertoont drie klimmende leeuwen. Het eerstbekende wapen in kleur stamt uit 1400. De standaard kleuring omvat twee zilveren klimmende leeuwen op groen boven een groene klimmende leeuw op zilver, allen rood getongd en geklauwd. Variaties bestaan uit de kleuren zilver, groen en in enkele wapens goud in de plaats van groen.

Dit wapen is zichtbaar op twee grafzerken in de Sint-Janskathedraal van Den Bosch en op een glas-in-loodraam in het franciscanenklooster in Megen.

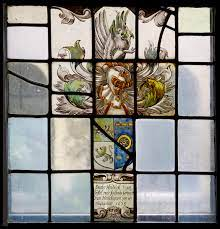
Wapen Henricus van Ghestel, Franciscanenklooster Megen, 1653

## Personen
Er kan onderscheid gemaakt worden tussen directe leden en recente naamdragers van de naam Van Gestel.

### Directe leden
- Jan van Gestel, driemaal schepen van ’s-Hertogenbosch tussen 1212 en 1220.
- Matheus van Gestel, driemaal schepen van ’s-Hertogenbosch tussen 1340 en 1345.
- Jan van Gestel, vijfmaal schepen van ’s-Hertogenbosch tussen 1356 en 1397.
- Jonker Hendrick (Henricus) van Gestel (overleden 12 maart 1636), heer van Aarle-Rixtel, zeventienmaal schepen van ’s-Hertogenbosch, gezworen broeder van de Illustre Lieve Vrouwe Broederschap in 1604 en vijfmaal proost tussen 1606 en 1623.[7] Door de aartshertogen Albrecht van Oostenrijk en Isabella van Spanje bij diploma van 29 januari 1602 verheven in de erfelijke adelstand. Hendrick van Gestel was ook kapitein van schutterij Kloveniers van 1595 tot na 1617 en kerkmeester van de Sint-Janskathedraal van 1606 tot 1610.Zegelstempel Frans van Gestel (zoon van Hendrick), schepen van 's-Hertogenbosch in 1586

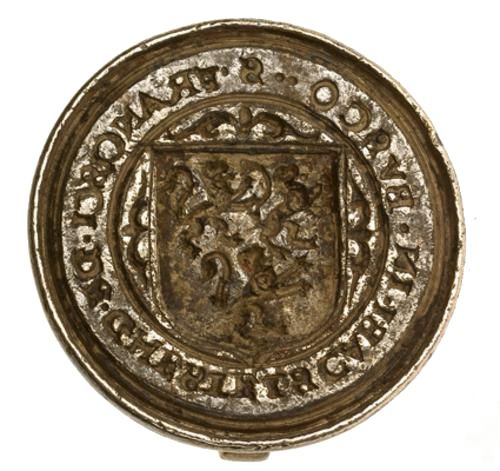
Zegelstempel Frans van Gestel (zoon van Hendrick), schepen van 's-Hertogenbosch in 1586

  - Jonker Peter (Pieter) van Gestel (geb. 1579), heer van Aarle-Rixtel, meester in de rechten, twaalfmaal schepen van ’s-Hertogenbosch tussen 1605 en 1629. Na de inname van Den Bosch in 1629 vertrokken naar Breda, van 1630 tot 1634 schepen en in 1632 ook burgemeester.
- Jonker Henricus van Gestel (1621-1673), heer van Berlicum, drossaard en proost van het Illustre Lieve Vrouwe Broederdschap. Getrouwd met Gertrude van Hedichuysen, met wie hij een glas-in-loodraam deelt in het franciscanenklooster in Megen (zie afbeelding).

### Recente naamdragers
- Tiest van Gestel (1881-1969), Nederlandse boogschutter, winnaar Olympisch goud 1920
- Peter van Gestel (1937-2019), Nederlandse schrijver van jeugdliteratuur
- Harry van Gestel (geb. 1953), de Nederlandse kunstenaar en schilder
- Sophie van Gestel (geb. 1991), de Nederlandse beachvolleybalspeler
- Jan-Wouter Van Gestel (geb.1992), Belgische zanger en muzikant (Tout Va Bien)
- Celine Van Gestel (geb. 1997), Belgische volleybalster